# صدای همهمه
صدای همهمه (انگلیسی: Sound of Noise) یک فیلم سوئدی، فرانسوی در سبک کمدی است که در سال ۲۰۱۰ منتشر شد.

## موضوع فیلم
پلیسی به نام «تن» در شهر به دنبال گروهی موزیسین می‌گردد که در شهر هرج و مرج ایجاد کرده اند.